# Paul Pascon
Paul Pascon fue un sociólogo marroquí , nacido en Fez el 13 de abril de 1932 y fallecido el 21 de abril de 1985 cerca de Sani (Mauritania). Su  trabajo multidisciplinario tenía como objetivo dilucidar el colonialismo francés en Marruecos y el capitalismo que lo acompañó, además del desarrollo de Marruecos después de su independencia de Francia.
Un académico comprometido con la difusión del conocimiento sobre la sociedad rural marroquí y activo en cuanto a los métodos de investigación-acción. Sus trabajos e investigaciones inspiraron a una generación de científicos sociales marroquíes y realizaron una contribución importante al conocimiento de la sociedad rural marroquí a través de monografías históricas y sociales que marcaron la génesis de una sociología poscolonial en Marruecos.
Fue el primer erudito moderno en estudiar a Gara Medouar,  y uno de los principales expertos en economía y agricultura marroquí y su transformación bajo el colonialismo y tras la independencia.

## Biografía
Paul Pascon nació en una familia Pied-Noir establecida en Marruecos durante el protectorado francés sobre el país. Su padre era ingeniero de obras públicas, y su abuelo, un campesino poseedor de granja en la llanura de Saïs; por lo que desarrolló "una devoción de por vida por la comprensión y el avance del campesino marroquí". En 1964 adquirió la ciudadanía marroquí.  En 1942 su padre fue encarcelado en Boudenib y su madre en Midelt por oponerse al régimen de Vichy, por lo que Paul fue colocado en un internado hasta que los estadounidenses llegaron al norte de África.
Entre 1956 y 1958, Pascon obtuvo una licencia en ciencias naturales y sociología.
Es dentro de una especie de oficina de estudio colaborativo el EIRESH (Equipo de Investigación Interdisciplinaria en Humanidades), creado a principios de la década de 1960, donde promoverá sus cualidades de liderazgo. Es una cooperativa de trabajadores de producción que tiene la intención de atender exclusivamente las necesidades del estado en estudios sociológicos y económicos. El primer punto de entrada será el de OCP (Office Cherifien des Phosphates), donde se centrará en las características sociológicas de la población minera de Youssoufia y Khouribga y los trabajadores del puerto de Casablanca.
Después de varios trabajos administrativos, fue contratado por el Institut agronomique et vétérinaire Hassan-II en 1970, donde trabajó hasta su muerte en una variedad de funciones, fundando y liderando unidades que incluyen el Departamento de Desarrollo Rural. Su tesis de 1975 fue un estudio interdisciplinario (que incluía historia, sociología y geografía, junto con su propia investigación, incluidos archivos de familias locales y potentados) de la provincia de Haouz de Marrakech ; se publicó en 1977, y un crítico lo calificó como "un gran paso adelante en los estudios del norte de África. Es un ejemplo de la profundidad del análisis posible cuando se aplican técnicas interdisciplinarias, fuentes indígenas y una mente creativa en una sola región". Pascón también fue investigador asociado en el Centro Nacional de Investigación Científica , Francia, y profesor asociado en la Universidad Católica de Lovaina en Bélgica.
Su doble formación como biólogo y sociólogo explica en parte su singularidad, su apego a la observación de los detalles, su práctica del dibujo y la representación gráfica y especialmente su preferencia por la acción y la experimentación en el campo.

## Vida personal
Paul Pascon era ateo. Tuvo dos hijos, los cuales murieron durante la Guerra del Sahara Occidental
Pascón murió el 21 de abril de 1985 en Mauritania  tras un accidente automovilístico;  del que su viuda sobrevivió. En un obituario, su amigo Ernest Gellner escribió: "Murió en el apogeo de sus poderes, en un momento en que estaba siendo excepcionalmente productivo. Su muerte es una tragedia humana, pero también es una pérdida inconmensurable para la erudición. Fue sin duda uno de los estudiantes más completos, profundos, mejor informados y penetrantes de la sociedad marroquí y norteafricana ".

## La "Casa de Illigh" y las contribuciones teóricas a la sociología marroquí
En 1965, con motivo de los vagabundeos, Paul Pascon conoció el linaje de una familia de chorfas que dirigieron la Zaouia de Illigh , una hermandad sufí en el sur de Marruecos, cuyos archivos e historia le permitirían traer Una nueva luz sobre la historia de este territorio, pero también más ampliamente sobre la naturaleza de las relaciones que el poder sultaniano mantuvo con las tribus o las hermandades religiosas en el período precolonial.
El resultado de su trabajo publicado en el libro House of Illigh, una historia social de Tazerwalt destaca los juegos de actores locales y estrategias para preservar lo que Pascón llamará "capital simbólico". Este capital simbólico, que puede ser la santidad del linaje o los recursos de conocimiento e interpretación de textos religiosos, es un poderoso problema de poder en los territorios sobre los cuales Zaouia ejerce su influencia. Le permite movilizar recursos en la lucha contra otras influencias políticas y sociales. A través de estos trabajos, Pascón intervendrá indirectamente en la controversia teórica entre los antropólogos sobre los méritos del enfoque segmentario que se opone al enfoque positivista de Ernest Gellner que describe los sistemas tribales en Marruecos como el sistema central de los vínculos políticos y el quien a través de su trabajo sobre santidad y linaje sagrado describe la importante posición de arbitraje de estos linajes en el juego cortés.
Paul Pascon también forjará el concepto de "sociedad compuesta"  para describir la sociedad marroquí, hecha según él a través de diferentes modos de producción, ya sea tribal, capitalista o familiar, cada uno de los cuales participa para formar diferentes componentes sociales dentro de los territorios.

## La Cátedra Paul Pascon de Ciencias Sociales
Treinta años después del accidente que le costó la vida, los antiguos alumnos de Paul Pascon rindieron homenaje a sus obras y su memoria mediante la creación de una cátedra académica  en el Centro de Investigación Economía, Sociedad Cultura (CRESC). La cátedra dirigida por Hassan Rachik organiza tanto la transmisión de la memoria del trabajo de Paul Pascon como la organización de la formación doctoral en sociología rural, así como publicaciones de libros de texto sobre ciencias sociales.

## Publicaciones
- Le Haouz de Marrakech (Rabat: Ediciones Marocaines et Internationales, 1977). Tesis doctoral de Pascón, en dos volúmenes; Un estudio interdisciplinario.  Un crítico lo revisó como si fuera un drama con cuatro personajes principales: las tribus, que constituyen el componente humano básico pero en una gran variedad; la Zawaya , un grupo religioso que también ejerce un considerable poder político; los qaids , caciques locales cuyo poder estaba estructurado en una especie de feudalismo que Pascón llamó caidalismo ; y la ciudad de Marrakech .
- La Maison d'lligh et l'histoire sociale du Tazerwalt (Rabat: Societé Marocaine des Editeurs Reunis (SMER), 1984). Una historia de la Casa de Illigh , la familia que controlaba el área de Tazerwalt desde el siglo XVII en adelante. Pascón todavía estaba trabajando en esto cuando murió; Le había tomado diecisiete años ganarse la confianza del patriarca de la familia y tener acceso a los archivos familiares. El libro publicado póstumamente contiene cinco estudios separados sobre diversos aspectos de la familia, desde su adquisición de tierras y la ejecución de obras hidrológicas en 1640 hasta la documentación comercial del siglo XIX, y un asesinato en 1825.
- Capitalismo y agricultura en el Haouz de Marrakech (Londres: Routledge y Kegan Paul, 1986). Una traducción de la segunda parte de su tesis doctoral, editada por John R. Walt. Estudia la historia de la región de Haouz antes, durante y después del colonialismo, basándose en la teoría de la dependencia en lugar del marxismo . El uso de la tierra es la herramienta con la cual medir hasta qué punto el capitalismo penetró en una sociedad agrícola periférica.